# Chironomus lindygii
Chironomus lindygii är en tvåvingeart som först beskrevs av Ignaz Rudolph Schiner 1868.  Chironomus lindygii ingår i släktet Chironomus och familjen fjädermyggor.
Artens utbredningsområde är Colombia. Inga underarter finns listade i Catalogue of Life.